# Brăești (okręg Buzău)
Brăești – wieś w Rumunii, w okręgu Buzău, w gminie Brăești. W 2011 roku liczyła 509 mieszkańców.